# H.NAOTO
h.NAOTO (エイチ・ナオト) は、株式会社シンクのファッションブランドである。パンク・ファッション・ゴスロリ・コスプレ・バイカー・アーミーなど、さまざまなジャンルを取り扱ったブランドを展開している。

## デザイナー
廣岡 直人 (ひろおか なおと) 株式会社シンク(現、株式会社シンク）の企業内デザイナーでh.NAOTOを担当。
兵庫県出身。
文化服装学院を卒業後、1999年に株式会社シンクに入社。同社のブランドTikimanimeのアシスタントをしていたが、2000年1月の春夏コレクションより「h.NAOTO」としてブランド展開を開始した。

## 主なh.NAOTOブランドカテゴリー
- NAOTO SEVEN（ナオト セブン）
- h.NAOTO STEAM（エイチナオト スチーム）
- h.NAOTO Blood（エイチナオト ブラッド）
- h.NAOTO FRILL（エイチナオト フリル）

## 過去のh.NAOTOブランドカテゴリー
- h.NAOTO H （エッチ）

ANARCHY:ユニセックスの傾向が強いh.NAOTOの中でも主にパンクテイストを基調としたブランド。
- h.NAOTO h. （エイチドット）

hN+Die:主にグランジテイストの男臭さを基調にしたブランド。プリントワークが秀逸なカットソーやと激しい加工によるデニムがメインアイテム。
Rockers H Baby:ロンドンバイカーテイストを基調に立ち上げたが、途中からトライバルタトゥーモチーフを基調としたデザインに転換、Sixh.の源流となった。
- 8CLUB （エイトクラブ）

Honey:官能をデザインの基調にしたブランド。ガーターベルトやアンダーウェアなどそれまでなかったアイテムもここから始まった。
h.NAOTOから派生したカテゴリーの中にさらに細分化されたブランドを内包している。ブランド立ち上げ当初は、カテゴリーブランド「H」内にファッションパンク「h.ANARCHY」とゴスロリ「h.NAOTO Blood」という2種のブランドのみを展開した。2007年1月の時点ではh.NAOTO全体で32のカテゴリーブランドが存在。2009年以降、より密度の高いクリエイションの為、細分化されていたカテゴリーを合併させ「hEAVEN」「Sixh.」「MelT」「HANGRY&ANGRY」を中展開していたが、現在では上記４つのカテゴリーを中心に展開。

## 典拠文献
1. 1 2  「ゴシック・ロリータ&パンクブランドBOOK Vol.1」辰巳出版 ISBN 4-7778-0157-8